# Metabolismo social
O metabolismo social ou metabolismo socioeconômico (português brasileiro) ou socioeconómico (português europeu) é o conjunto de fluxos [en] de materiais e de energia que se produzem entre a natureza e a sociedade, assim como os fluxos dentro e entre sistemas sociais, levados a cabo com uma forma cultural específica. O conceito postula que as economias requerem entradas (inputs) de energia e materiais, bem como a descarte (outputs) de resíduos. O termo foi desenvolvido por Marx e reintroduzido no debate econômico, durante as décadas de 1960 e 1970, por autores críticos ao paradigma econômico do crescimento.
Os processos metabólicos sociais começam pela extração de recursos naturais por parte dos seres humanos. Estes podem ser transformados e circular para serem consumidos e, finalmente, excretados à natureza. Além disso, estes processos são responsáveis pelo acúmulo de materiais sociais (estruturas físicas, como edifícios, infraestrutura, maquinário ou outros bens duráveis). Cada um destes processos tem um impacto ambiental que varia de acordo com a maneira de execução, a quantidade de materiais e energia aplicados no processo, a área onde se produz, o tempo disponível ou a capacidade de regeneração da natureza.
O metabolismo social engloba a quantidade e composição dos recursos materiais e energéticos consumidos, bem como suas trajetórias e padrões globais de distribuição, os fluxos materiais de troca na economia globalizada, o acoplamento dos fluxos de recursos à atividade econômica (vide Desacoplamento econômico-ambiental) e as relações entre os fluxos de materiais na construção de bens duráveis.
Apesar de grande parte dos estudos sobre metabolismo social se concentrarem nos fluxos de entrada e saída de recursos naturais (importações e exportações) de um Estado por conta da facilidade de acesso à informação sobre transações mercantis, o metabolismo social também se ocupa de estudar em detalhe outros processos metabólicos, como os levados a cabo em sociedades menores, os serviços que a natureza presta aos seres humanos, bem como a forma cultural concreta que as pessoas adotam ao fazer cada processo.

## Conceito
O conceito de metabolismo social foi cunhado por Marx e é parte central de sua análise do trabalho e da sociedade. Esse conceito deu origem a um debate a respeito das relações entre seres humanos e natureza no contexto capitalista, a partir do qual foi cunhado o termo ruptura metabólica.
O metabolismo social foi reintroduzido no debate econômico por Ayres e Kneese com uma abordagem ligeiramente diferente. Segundo os autores, o fracaso dos modelos econômicos neoclássicos se dá por conta da sua desconexão com as leis naturais (por exemplo, da lei da conservação das massas, ou da segunda lei da termodinâmica). Eles argumentam que sempre existirão externalidades não compensadas, a menos que uma das três condições seguintes prevaleça:
- Os fluxos de entrada no processo de produção são completamente convertidos em fluxos de saída sem resíduos indesejados.
- Os fluxos de saída (commodities) são completamente destruídos ou desaparecem durante o consumo.
- Os direitos de propriedade estão organizados de modo que todos os atributos ambientais relevantes são de propriedade privada, e esses direitos estão inseridos em mercados perfeitamente competitivos.

Eles afirmam que nenhuma dessas condições são possíveis. Assim, as políticas ambientais que abordam resíduos e emissões são, inevitavelmente, mal-sucedidas, a menos que seja levado em conta o processo completo do metabolismo industrial. Da mesma forma, Georgescu-Roegen (1971), ao argumentar que a teoria econômica dominante e as economias modernas estão em desacordo com as leis da termodinâmica, estabeleceu uma base teórica para a economia ecológica.
Na década de 1990, emergiu um modelo mais completo do metabolismo material em sociedades industriais. Na base desse modelo estão os fluxos materiais dentro de um quadro mais amplo do metabolismo social, que incluem fluxos metabólicos e estoques biofísicos. Isso permite definir limites para os sistemas sociais (tanto em relação ao seu ambiente natural quanto uns aos outros) e criar métricas consistentes para os fluxos materiais e de energia em sistemas sociais de várias escalas (comunidades locais, empresas ou cidades).  Dessa forma, esse modelo mental se tornou o paradigma dentro deste campo de pesquisa.
Existe um interesse particular nos fluxos de saída do processo metabólico, especialmente em relação às emissões de gases de efeito estufa, uma vez que essas são extremamente relevantes para políticas climáticas. Além disso, o metabolismo de cidades vem cada vez mais à tona. O planejamento urbano é um meio importante para reduzir o consumo de recursos, mantendo os níveis de bem-estar. Quantidades substanciais de energia para calefação e transporte, materiais de construção e terra podem ser economizadas através de estruturas espaciais apropriadas.

## Análise de fluxo de materiais
A análise de fluxo de material (AFM) foi desenvolvida como uma ferramenta que representa os fluxos biofísicos de entrada e saída em uma economia, em vez de representar a economia em termos puramente monetários. Ela descreve o uso de material em unidades de massa, geralmente em toneladas métricas (t). Os fluxos de materiais considerados incluem todos os materiais que uma economia extrai do seu ambiente interno, as importações e exportações, além das descargas para o ambiente.

## Evolução temporal
A partir de meados do século XVIII, a revolução industrial mudou profundamente as relações sociedade-natureza tanto quantitativa como qualitativamente. A gama de recursos usados pelas sociedades industrializadas se ampliou para incluir quantidades significativas de metais, minerais não metálicos e portadores de energia fóssil, além da biomassa, que haviam dominado o metabolismo das sociedades agrícolas por milhares de anos. Ao satisfazer as necessidades metabólicas das sociedades recém-industrializadas, a biomassa não foi substituída por outros recursos, mas o uso geral de recursos aumentou acentuadamente, particularmente no século passado.
No início do século, as sociedades se reproduziam principalmente através de biomassa (lenha e alimentos para humanos e animais), e cada vez mais foram se voltando para a utilização de recursos não renováveis.  Durante este século, os estoques biofísicos aumentaram significativamente. A população humana, por exemplo, quintuplicou. Além do crescimento populacional, a taxa metabólica (o uso de recursos por pessoa) dobrou de menos de cinco toneladas métricas por pessoa por ano para quase dez toneladas métricas. Ao mesmo tempo, o produto interno bruto mundial (PIB; a preços constantes) e a renda média por pessoa aumentaram 23 vezes. Tal 'dissociação' do uso de recursos e da renda se deve principalmente ao progresso tecnológico, que permite a produção de mais valor com menos insumos, mas, por outro lado, alimenta o crescimento do consumo de recursos. (vide Paradoxo de Jevons)
Desde então, a industrialização evoluiu de um fenômeno europeu ocidental para um fenômeno global. O carvão e o petróleo permitiram a movimentação de grandes fluxos de massa de materiais, enquanto a telecomunicação se tornou cada vez mais instantânea na conexão espaço-temporal entre regiões, cidades, países e continentes. Entre 1900 e 2009, a extração global de material aumentou de menos de dez gigatons por ano (Gt/ano; 1 Gt = 109 t = 1012 kg) para quase 70 Gt/ano. Embora a extração global, no início do século XX, ainda fosse dominada pela biomassa (três quartos do uso material total), a quota de recursos renováveis diminuiu continuamente para apenas um terço em 2009.
Embora este seja um desenvolvimento comum em todo o mundo, não pode explicar todas as diferenças nos padrões de fluxos materiais entre os países. Em um grau considerável, as características básicas do tamanho e composição dos fluxos de materiais dependem do respectivo estágio da transição de um metabolismo agrário para um industrial dos países. No entanto, mesmo em grupos de países com níveis semelhantes de industrialização e desenvolvimento econômico, grandes diferenças nos padrões de fluxo de materiais podem ser observadas.

## Globalização
A globalização tornou o estudo das relações sociedade-natureza cada vez mais complexo. As análises de fluxo de material existentes mostram que a extração e o uso de recursos diferem muito em termos absolutos e per capita e na composição de um país para o outro. Na literatura científica, discute-se quais fatores podem influenciar o tamanho dos fluxos materiais nas economias. Entre esses fatores estão o desenvolvimento econômico, a estrutura da economia, o papel de uma economia na divisão internacional do trabalho e do comércio, a densidade populacional, a disponibilidade de recursos e o clima.
Há uma infinidade de abordagens ou narrativas que podem ser usadas para interpretar e entender as diferenças nos padrões de extração e uso de recursos. Algumas das narrativas que descrevem uma história satisfatória (porém incompleta) dessas diferenças regionais na extração e uso de recursos internacionais, são destacadas por Mayer e colaboradores:
- Os recursos são extraídos onde estão disponíveis e é economicamente viável. Dessa forma, mesmo quando os recursos estão disponíveis em uma determinada região, sua extração pode ser prejudicada pela falta de tecnologia adequada ou meios financeiros, a prevalência de conflitos, a situação específica de direitos de propriedade ou outros aspectos legais. Portanto, a disponibilidade de recursos tem influência nos padrões de fluxo de materiais, mas outros fatores são tão importantes quanto.
- Os locais onde os recursos são extraídos diferem cada vez mais dos locais de transformação e de consumo final. O comércio permite que certas regiões se especializem, no contexto da divisão global do trabalho, e se tornem produtores globais ou consumidores de diferentes recursos. O comércio, portanto, resulta das dinâmicas de extração e consumo e tem um impacto importante nos padrões de uso de materiais de um país.
- Mais pessoas consomem mais recursos. Embora o crescimento populacional promova o aumento das necessidades materiais, a densidade populacional influencia as taxas metabólicas por diferentes razões.
- Além da população, o desenvolvimento econômico é uma importante força motriz para o consumo de material e explica parcialmente as diferenças nas taxas metabólicas entre os países.

A análise de fluxo material em um mundo globalizado pode refletir os efeitos do colonialismo ou neocolonialismo. De forma geral, as importações (e, em menor grau, as exportações) estão significativamente correlacionadas com o PIB. Essa correlação é mais forte no comércio de biomassa, minérios e minerais industriais. Em grande parte, esses recursos são importados por economias avançadas (em geral com um longo histórico colonialista) que exploraram total ou parcialmente sua base de recursos locais. As exportações de combustíveis fósseis (em contraste com as importações) não têm correlação com o PIB. Com poucas exceções, os países ricos importam em vez de exportar combustíveis fósseis, e muitos grandes exportadores de combustíveis fósseis ainda não investiram suas receitas na diversificação e industrialização de suas economias.